# Camp de prisonniers de guerre allemands en Belgique

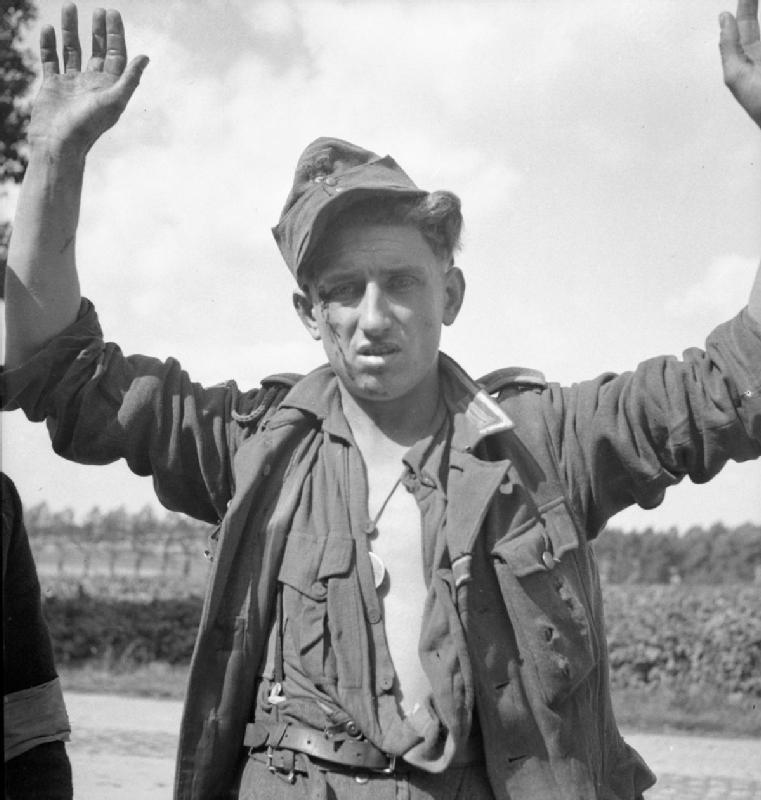
Sergent capturé le 3 septembre 1944 en Belgique

De 1945 à 1948 des prisonniers de guerre allemands furent internés dans des camps en Belgique.

## Camps américains
En Belgique, l'armée américaine interna 60 000 prisonniers allemands en Wallonie, principalement à Jambes (CCPWE18) et Erbisoeul (CCPWE26 - conçu pour 30 000 personnes et gardé par des soldats du 156e régiment d'infanterie (en) originaire de Louisiane et dont certains étaient francophones), mais aussi dans de plus petits camps à Virton, Moustier et Frasnes-lez-Couvin.
Le 4 août 1945 un ordre du général Dwight. D. Eisenhower modifia le statut des prisonniers allemands de POW (Prisonners Of War) en DEF (Disarmed Enemy Forces) pour leur retirer les protections prévues par la Convention de Genève de 1929, notamment en matière de rations alimentaires. Les Britanniques utilisèrent plutôt le terme de SEP (Surrendered Enemy Personnel (en)).

## Camps britanniques

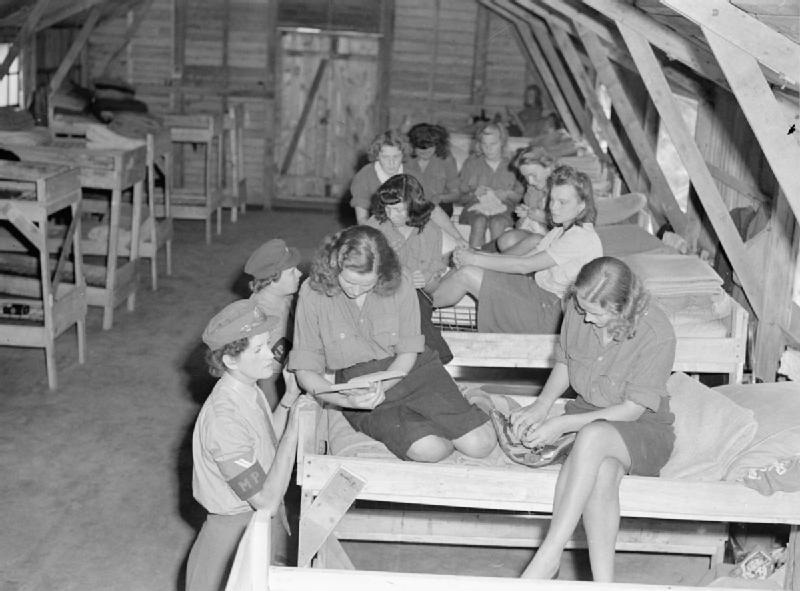
Prisonnières allemandes du camp 2218 en juin 1945.

En Belgique les troupes britanniques créèrent des centres d'internement en Flandre à Anvers (camp 2225), Brasschaat (camp 2223), Bredene, Jabbeke (camp 2224), Kraainem (camp 2232), Overijse (camp 2228), Renaix (camp 2232), Vilvorde (camps 2218, 2221, 2230), Zedelgem (camps 2226, 2227, 2229, 2375), et Zandvoorde; et en Hainaut à Enghien (camp 2231). En novembre 1945 ils comptaient 130 000 militaires.
Le camp 2227 concentrait 11 800 militaires baltes ayant été incorporés dans des unités allemandes,.
Quant au camp 2218 de Vilvorde, il renfermait aussi des Wehrmachthelferinnen surveillées par des MP de l'Auxiliary Territorial Service.
Les rapports du C.I.C.R. établirent qu'en gros les dirigeants de ces camps maintenaient leurs prisonniers dans un état de santé suffisant, même s'il y eut un bref dysfonctionnement en décembre 1945 au camp d'Overijse où 200 hommes moururent en quelques semaines. Des rations suffisantes y furent rétablies et les décès cessèrent en un mois.
Après le transfert d'une partie des prisonniers aux autorités belges et l'envoi des autres en Grande-Bretagne, ces camps furent fermés à la fin juillet 1946.

## Camps belges
À partir de février 1945, le gouvernement belge décida de lancer une "bataille du charbon". Par manque d'une main d’œuvre suffisante il signa deux conventions en juillet 1945 avec les Armées britannique et américaine, et il obtint 64 000 prisonniers de guerre allemand détenus par les armées alliées,. Pour éviter des problèmes avec les civils belges, les prisonniers Waffen-SS restèrent dans les camps américains. 

### Répartition

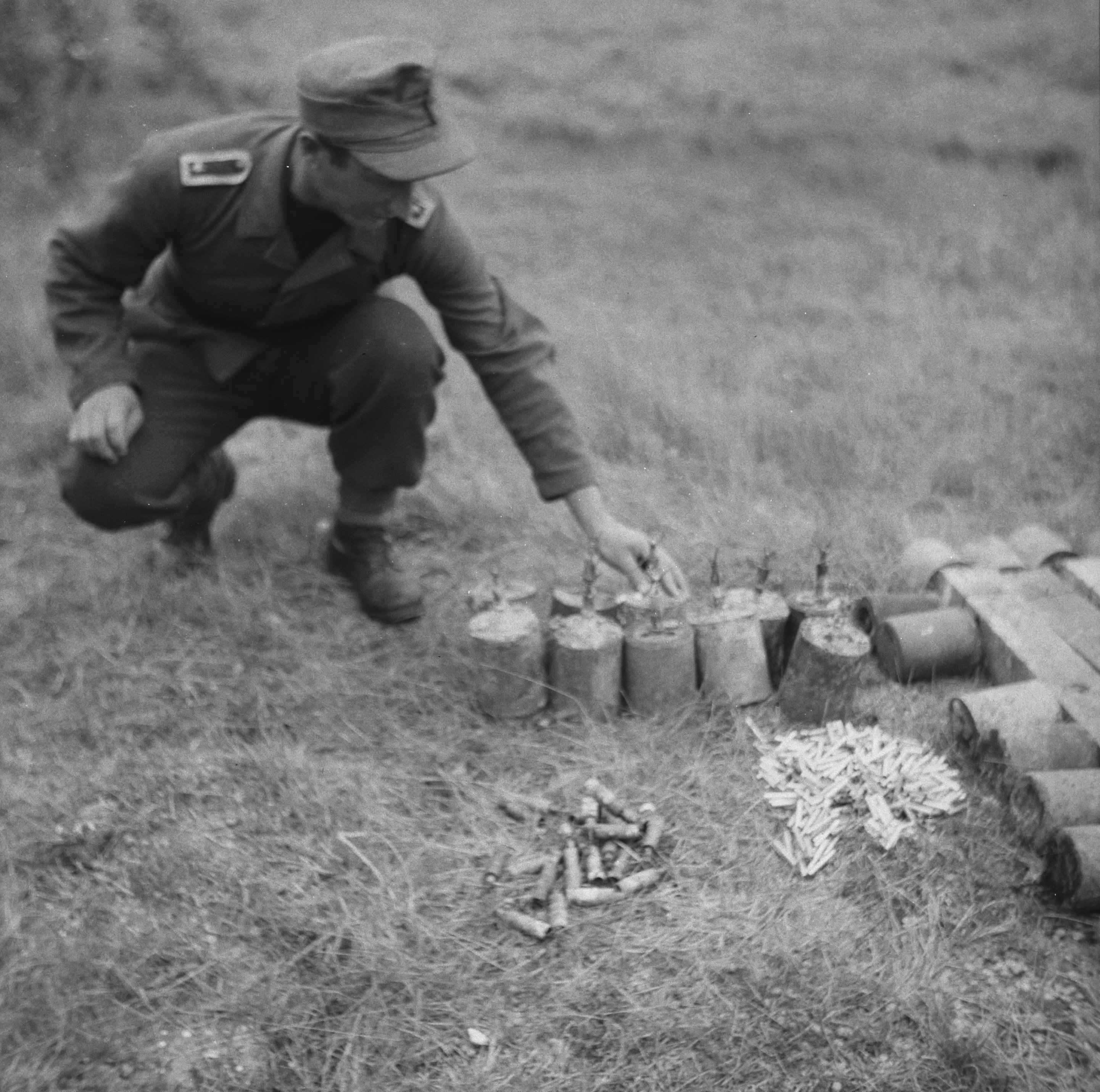
Déminage par un adjudant allemand SEP

Le camp américain d'Erbisoeul fut remis à la Belgique le 27 août 1945 et servit d'abord à trier les prisonniers cédés par les américains et les britanniques.10 % de ces prisonniers furent déclarés inaptes au travail.
Les autres furent redirigés dans 33 camps de travail des bassins houillers wallons et flamands (52 150 hommes pour l'extraction du charbon), dans 5 camps en Ardenne affectés aux travaux forestiers (Couvin, Andenne, Poix-Saint-Hubert, Vielsam et Elsenborn) (1 617 prisonniers pour la production de bois de mine), et dans 3 camps en Flandre (Jabbeke, Wenduine et Kalmthout) (1 560 hommes affectés au déminage de la côte et de la frontière hollandaise).
Cette dernière affectation était en contradiction avec l'article 32 de la Convention de Genève de 1929, mais les prisonniers concernés n'étant plus des POW mais des SEP, cela permit aux alliés de la contourner. Lors des opérations de déminage, 25 prisonniers furent tués et 45 blessés. Une fois celles-ci terminées, les prisonniers furent remis aux Britanniques (les derniers en novembre 1946).
Les prisonniers non retenus pour les affectations ci-dessus, furent employés dans l'agriculture (3 600), les carrières (486) et l'industrie (2 141).

### Surveillance
La garde des camps fut confiée à 4 bataillons de garde levés en 1945 et composés souvent de militaires novices, ainsi qu'à des détachements d'autres unités comme le 5th Fuselier Battalion (camp de Zedelgem),, le 11th Fuselier Battalion (camp 2226 et 2227), le 12th Fuselier Battalion (camp 2228),, le 18th Fuselier Battalion (camp 2232), le 24th Fuselier Battalion (camp 2229), le 35th Fuselier Battalion (camp d'Erbisoeul), le 36th Fuselier Battalion (camps de charbonnages du Borinage et du Centre, et camp d'Erbisoeul), le 45th Fuselier Battalion (camp d'Erbisoeul), le 52nd Fuselier Battalion (camps 2231 et 2232) et le 58th Fuselier Battalion (camp 2228 puis 2375).

### Conditions de vie

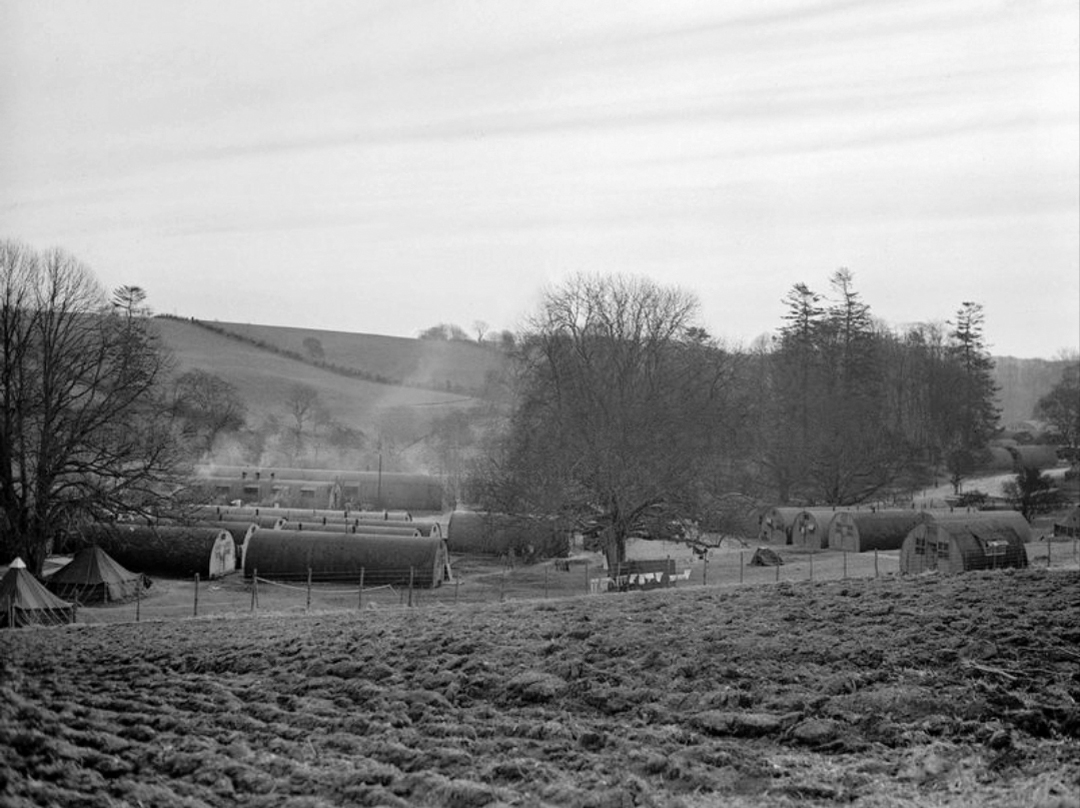
Camp de cabanes Nissen

Les prisonniers des camps de travail furent logés dans des baraques en bois ou dans des cabanes Nissen. Cependant au camp de transit d'Erbisoeul le logement en tentes, dressées à même le sol, était la règle générale afin d'inciter les réfractaires (soldats ou sous-officiers) à accepter d'aller en camp de travail. Seuls les malades ou inaptes eurent le droit d'occuper un baraquement à doubles parois en bois. Ce camp de transit disposait aussi d'un quartier disciplinaire avec un baraquement en bois de 25 cellules de 2,5 m de côté et de 3 m de haut d'où les punis ne sortaient que deux heures par jour (la durée de la sanction allait de 1 à 30 jours).

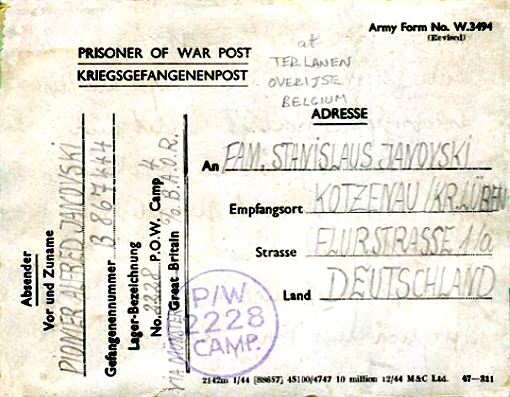
Carte de correspondance du camp 2228

À la libération de la Belgique les ressources alimentaires étaient limitées. C'est pourquoi la ration alimentaire journalière d'un prisonnier non travailleur fut de 1 000 à 1 400 kcal, consistant en 1/4 de pain et de la margarine le matin, 1/2 litre de soupe aux légumes à midi et de 1/4 de pain et de la margarine au soir. Ce n'est qu'à la mi-1946 qu'elle fut portée à 2 000 kcal. Pour les POW travailleurs les rations furent doublées et même plus pour les mineurs de fond. Dans les camps de travail, une cantine permettait aux prisonniers d'acheter un complément de nourriture avec leur paie. Par contre les détenus ne travaillant pas devaient subsister avec les rations indiquées ci-dessus, d'où les œdèmes de carence observés à Erbisoeul en 1945 et début 1946. 
Il y avait un officier médecin belge pour 3 000 à 4 000 prisonniers, aidé par un médecin allemand par 1 000 détenus. Le taux de mortalité global de tous les camps fut de 0,2 % (à comparer avec les 2,57 % de mortalité parmi les 70 000 prisonniers de guerre belges en Allemagne). Les décès étaient dus principalement à la maladie (93 % des cas).
Les prisonniers eurent droit chaque mois à deux formulaires de lettre et deux cartes avec volet réponse, mais leur correspondance fit l'objet de censure jusqu'au 31 juillet 1947.

### Evasions
La plupart n'eurent pas lieu au départ des camps, bien gardés, mais du lieu de travail où la surveillance était plus difficile. De juillet 1945 à juillet 1947, 2 008 prisonniers réussirent leur évasion soit 3 % des détenus, mais 23 hommes furent abattus par leurs gardes.

### Libération
L'article 75 de la Convention de Genève de 1929 stipule : "Lorsque les belligérants concluront une convention d'armistice, ils devront, en principe, y faire figurer des stipulations concernant le rapatriement des prisonniers de guerre. Si des stipulations à cet égard n'ont pas pu être insérées dans cette convention, les belligérants se mettront néanmoins, le plus tôt possible, en rapport à cet effet. Dans tous les cas, le rapatriement des prisonniers s'effectuera dans le plus bref délai après la conclusion de la paix."
Or le 7 mai 1945 les représentants de l'armée allemande signèrent une capitulation sans conditions. Et ce n'est que le 15 juin 1949 que l'état de guerre avec l'Allemagne fut officiellement aboli par arrêté du régent Charles de Belgique,.

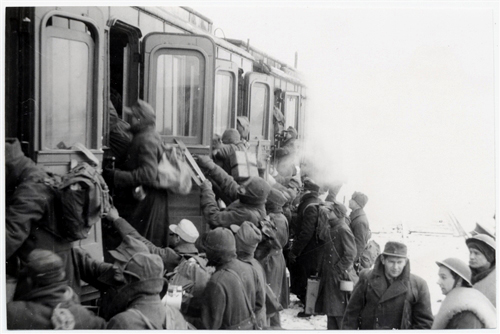
Janvier 1947 - premiers POWs libérés

Donc formellement parlant le maintien de prisonniers de guerre allemands en Belgique de 1945 à 1948 ne contrevenait pas à cette convention, même si l'esprit de cet article 75 ne fut peut-être pas respecté. Pour leur relance économique, le Royaume-Uni et la France maintinrent aussi des prisonniers allemands au travail après 1945.
Néanmoins et à la suite de pressions de gouvernements étrangers et du CICR, le gouvernement belge décida, le 31 octobre 1946, d'un plan de libération de ses prisonniers de guerre. En pratique ces libérations, au rythme de 10 000 prisonniers par mois, s'échelonnèrent principalement de mai à décembre 1947, les 22 derniers prisonniers étant relâchés le 24 mars 1948.
Après leur libération, 3 865 ex-prisonniers de guerre choisirent de rester en Belgique comme travailleur dans la mine (après 5 ans, ils obtenaient une carte de séjour permanente non liée au travail à la mine et le droit de faire venir leur femme et enfants), 1 070 dans l'industrie et 675 dans l'agriculture.